# FIFO (comptabilitat)

First In, First Out (primer a entrar, primer a sortir); (FIFO) és, en comptabilitat, un mètode per registrar el valor d'un inventari. Es fa servir si ens trobem amb moltes unitats o lots de productes de forma que és molt difícil identificar-los individualment. Aquest mètode suposa que la primera unitat de producte entrada al magatzem serà, també, la primera a sortir, a afectes d'inventari.